# Сан Бартоломео Вал Каварња
Сан Бартоломео Вал Каварња (итал. San Bartolomeo Val Cavargna) је насеље у Италији у округу Комо, региону Ломбардија.
Према процени из 2011. у насељу је живело 943 становника. Насеље се налази на надморској висини од 895 м.

## Становништво
Према резултатима пописа становништва 2011. у општини је живело 1.041 становника.
| 1931. | 1936. | 1951. | 1961. | 1971. | 1981. | 1991. | 2001. | 2011. |
| ----- | ----- | ----- | ----- | ----- | ----- | ----- | ----- | ----- |
| 1.400 | 1.251 | 1.273 | 1.315 | 1.234 | 1.235 | 1.210 | 1.118 | 1.041 |